# 랠프 타일러
랠프 타일러(Ralph W. Tyler, 1902년, 시카고 ~ 1994년)는 미합중국의 교육 및 평가 분야에서 영향력 있는 교육인이다.
타일러의 프로젝트 중 "8년 연구"는 미합중국에서 실시된 가장 주목받은 교육과정 실험 중의 하나이다.

## 목표 성취 모형
타일러는 평가 모형으로서 목표 성취 모형(goal-attainment model)을 제안하고, 교육에서 평가의 기능과 역할을 규정하였다. 또한, 교육 과정이 교육목표의 선정 및 세분화, 학습경험의 선정 및 조직, 교수·학습 실시, 교육평가로 이루어진다고 하였다.
- 평가 절차

1. 학습심리 및 교육철학의 측면에서 교육목표를 상세히 기술
2. 교수 프로그램이 끝나면 학생들의 학업성취도를 측정한다.
3. 목표 성취 여부에 따라 교수 프로그램의 성패를 판별한다.